# Tacos altos
Tacos altos es una película de 1985 del director argentino Sergio Renán, protagonizada por Susú Pecoraro.

## Argumento
Una prostituta regresa de Buenos Aires a su pueblo, para buscar a su madre y a su hermano y llevarlos a la ciudad. 
Allí conoce a un joven pintor, y en él verá el camino para cambiar su vida. 

## Reparto
| Actor             | Personaje          |
| ----------------- | ------------------ |
| Susú Pecoraro     | Luisa              |
| Miguel Ángel Solá | Rubén              |
| Ana María Picchio | Herminda           |
| Julio De Grazia   | Cacho              |
| Cacho Espíndola   | Julián             |
| Juan Leyrado      | Cholo              |
| Arturo Maly       | Cliente golpeador  |
| Franklin Caicedo  | Padre de Luisa     |
| Chany Mallo       | Madre de Luisa     |
| Mónica Villa      | Porota             |
| Alejandro Copley  | Fabián             |
| María Fiorentino  | Nélida             |
| Noemí Morelli     | Rosa               |
| Nené Malbrán      | La Turca           |
| Willy Lemos       | Travesti           |
| Esteban Mellino   | Cliente en sauna   |
| Isabel Quinteros  | Coca               |
| Paulino Andrada   |                    |
| Oscar Ferrigno    | Tulio              |
| Gustavo Garzón    | Taxista            |
| Enrique Otranto   | Aldo               |
| Fabián Gianola    | Muchacho en pícnic |
| Max Berliner      | Viejo              |
| Juan Carlos Ricci |                    |
| Susana Berón      |                    |
| Gabriel González  |                    |
| Ana María Ambasz  |                    |
| Oscar Núñez       |                    |
| Felipe Méndez     |                    |
| Adolfo Yannelli   |                    |
| Osvaldo Bermúdez  |                    |
| Pablo Nápoli      |                    |
| Rubén Santagada   |                    |
| Pedro Segni       |                    |
| Elvio Galván      |                    |
| Ricardo Ibarlín   |                    |